# Saint-Léger, Charente-Maritime
Saint-Léger là một xã trong tỉnh Charente-Maritime trong vùng Nouvelle-Aquitaine, tây nam nước Pháp. Xã Saint-Léger, Charente-Maritime nằm ở khu vực có độ cao trung bình 52 mét trên mực nước biển.
Sông Seugne chảy qua thị trấn.